# Linognathus lewisi
Linognathus lewisi är en insektsart som beskrevs av Bedford 1934. Linognathus lewisi ingår i släktet Linognathus och familjen nötlöss. Inga underarter finns listade i Catalogue of Life.